# 아이벡스메디칼시스템즈
아이벡스메디칼시스템즈(영어: IBEX Medical Systems)는 대한민국의 의료기기 제조 기업이다.

## 역사
- 2011년: 한양대 기계공학 학사, 핀란드 헬싱키대 MBA 출신 윤석호 대표가 창업[2]

## 주요 사업 및 제품
1인용 고압산소챔버를 포함한 다양한 고압산소치료기

## 내용주
1. ↑  상법 상 본점 주소: 강원도 원주시 지정면 기업도시로 200 (가곡리, 의료기기종합지원센터) 406-1호